# Distenia formosana
Distenia formosana är en skalbaggsart som beskrevs av Mitono 1936. Distenia formosana ingår i släktet Distenia och familjen långhorningar.
Artens utbredningsområde är Taiwan. Inga underarter finns listade i Catalogue of Life.